# Ghiacciaio Dzhebel
Il ghiacciaio Dzhebel (in inglese Dzhebel Glacier) è un ghiacciaio lungo 15 km e largo 11, situato sulla costa di Oscar II, nella parte orientale della Terra di Graham, in Antartide. In particolare, il ghiacciaio si trova alle pendici dell'altopiano di Bruce e dell'altopiano Proibito, a sud-ovest del ghiacciaio Jorum, a nord-est del ghiacciaio Chuchuliga e a sud-est del ghiacciaio Goodwin, e da qui fluisce verso sud-est fino ad unire il proprio flusso a quello del ghiacciaio Crane.

## Storia
Il ghiacciaio Dzhebel è stato così battezzato dalla Commissione bulgara per i toponimi antartici in onore della cittadina di Dzhebel, nella Bulgaria meridionale.  